# Vilvís
Vilvís es una entidad de población española del municipio de Garcirrey, perteneciente a la provincia de Salamanca, en la comunidad autónoma de Castilla y León.

## Historia
Hacia mediados del siglo XIX, el lugar, por entonces referido como una alquería dependiente de Casasola de la Encomienda, tenía contabilizada una población de 33 habitantes. Aparece descrito en el decimosexto y último volumen del Diccionario geográfico-estadístico-histórico de España y sus posesiones de Ultramar de Pascual Madoz con las siguientes palabras:

VIVLIS: ald. dependiente del ayunt. de Casasola de la Encomienda en la prov. y dióc. de Salamanca, part. jud. de Ledesma. Se compone de 10 casas no habiendo en ellas nada de notable. El terr., su calidad y circunstancias son enteramente iguales á las de su ayunt. (V.). pobl.: 10 vec. 33 alm.
(Madoz, 1850, p. 94)

En 2022, tenía empadronados cuatro habitantes.